# 田園調布駅
田園調布駅（でんえんちょうふえき）は、東京都大田区田園調布三丁目にある、東急電鉄の駅である。大田区最西端の駅。

## 概要
東横線と目黒線が乗り入れている。線路名称上では当駅が正式な目黒線の終点であるが、東横線の当駅から日吉駅までは複々線で、目黒線の列車は内側の2線を使用して日吉駅・東急新横浜線方面へ運行しており、当駅 - 日吉駅間でも両系統を案内上別路線として扱っている。駅番号は東横線がTY08、目黒線がMG08である。
駅長所在駅。田園調布管内として当駅と多摩川駅および東急多摩川線沼部駅 - 武蔵新田駅間を管理している。

## 歴史
- 1923年（大正12年）3月11日 - 目黒蒲田電鉄の目黒駅 - 丸子駅（現在の沼部駅）間開通と同時に開業[2]。開業当時の駅名は調布駅で相対式ホームであった[2]。
- 1926年（大正15年）1月1日 - 駅名を田園調布駅に改称[5]。
- 1927年（昭和2年）8月28日 - 東横線の駅が開業し、東側に目蒲線用ホームが増設されて3面4線となる[2]。
- 1964年（昭和39年）11月 - 跨線橋が廃止されて地下道となる[2]。
- 1988年（昭和63年）11月 - 東横線複々線化工事に伴い、当駅 - 多摩川園間（当時・以下同様）の改良工事に着手[6]。
- 1990年（平成2年）
  - 8月26日 - 地元の田園調布会による「田園調布フェスタ」を開催、旧西口駅舎のお別れイベントが開催される[7]。
  - 9月4日 - この日を以って、東口ならびに西口の旧駅舎の使用を終了し、解体へ[7][8][9]。翌日からは、多摩川園駅寄りに設けた仮設の橋上駅舎で営業を行う[7]。

- 1994年（平成6年）11月27日 - 目蒲線のホームを地下化[10]。
- 1995年（平成7年） - 東横線のホームを地下化（6月1日に下りを[11]、12月17日に上りを地下化[10]）[2][3]。上り線地下化に伴い、橋上駅舎から地上駅舎に移設した[12]。
- 1996年（平成8年）3月12日 - 地下駅竣工[13]。
- 1997年（平成9年）
  - 1月17日 - 駅務室を本設化、旅客用トイレを使用開始[14]。
  - 4月 - バスターミナルが完成[15]。
- 2000年（平成12年）
  - 1月15日 - 旧駅舎を駅のシンボルとして復元（駅舎としては使用せず）[8][9]。
  - 8月6日 - 目蒲線が目黒線と東急多摩川線に分割され、当駅は目黒線の駅となる[16]。
  - この年、関東の駅百選に選定されている[17]。
- 2010年（平成22年）10月 - 東横線ホームの延伸工事に着手[18]。
- 2013年（平成25年）3月16日 - 東横線ホーム延伸部の使用を開始[18]。

### 駅名の由来
駅設置当時の1923年（大正12年）時点の地名は荏原郡調布村大字下沼部字旭野であり、村名をとって「調布駅」としたものである。間もなく「田園」を冠することになるが、東急では「田園都市づくりから」としている。地名はその後1928年（昭和3年）に荏原郡東調布町になり、1932年（昭和7年） 東京市に編入した時に大森区「田園調布」になった。
「調布」の由来は、古来この地で朝廷に調（「みつぎ」。租税の一種）として手作りの布を納めていたことによるものである。

## 駅構造
島式ホーム2面4線を有する地下駅。外側は東横線、内側は目黒線が使用する。横浜方面と日吉方面、渋谷方面と目黒方面は同一ホームで乗り換えが可能である。目黒線、東横線共にホームドアが設置されている。
改札口は地上1か所のみで、有人通路は「シースルー改札」である。
トイレは東急管理のものが改札内にあり、ユニバーサルデザインの一環として多機能トイレも設置されている。改札外にも自治体管理のトイレが設置されている。
改良工事前は3面4線の形態で、東側は目蒲線が、西側は東横線が使用し、駅舎も地上にあったが、改良工事中は橋上駅舎となり、同時に現行の形態に変更された。

### のりば
| 番線 | 路線   | 方向 | 行先                                   |
| ---- | ------ | ---- | -------------------------------------- |
| 1    | 東横線 | 下り | 横浜・元町・中華街・新横浜・二俣川方面 |
| 2    | 目黒線 | 下り | 日吉・新横浜・二俣川方面               |
| 3    | 目黒線 | 上り | 目黒・赤羽岩淵・浦和美園・西高島平方面 |
| 4    | 東横線 | 上り | 渋谷・池袋・川越市・所沢方面           |

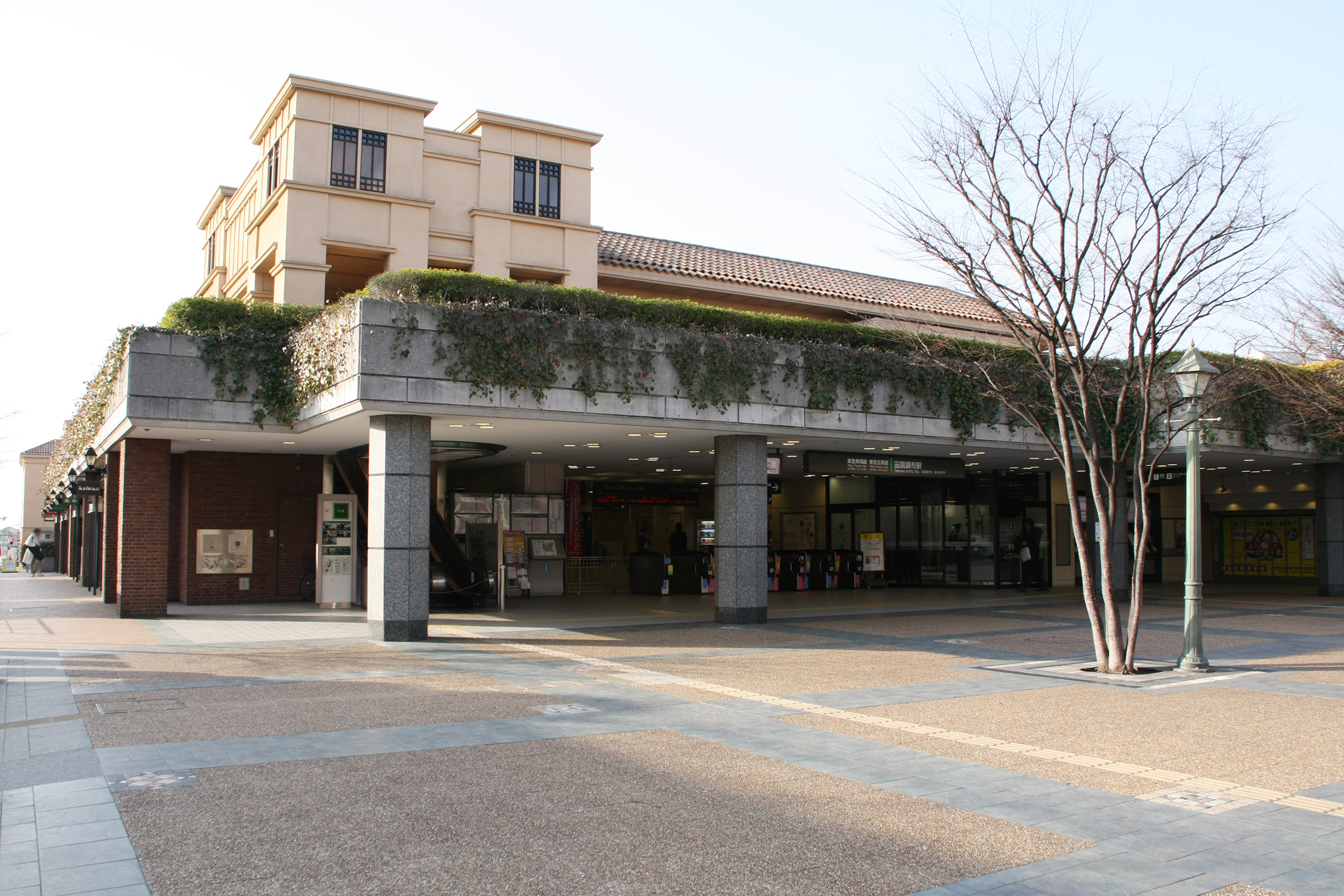
東急スクエアガーデン内にある現行駅舎（2009年2月）
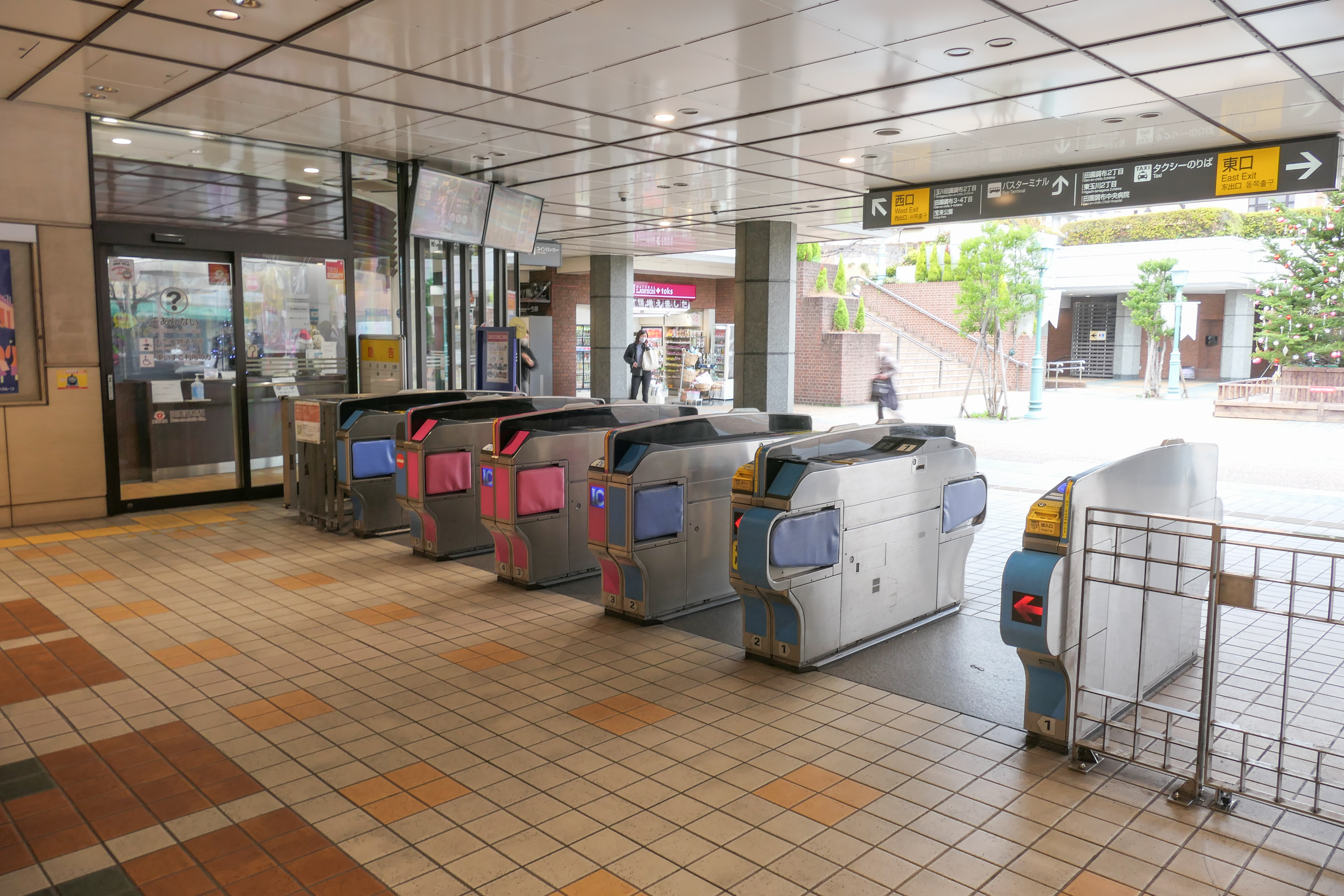
改札口（2022年12月）
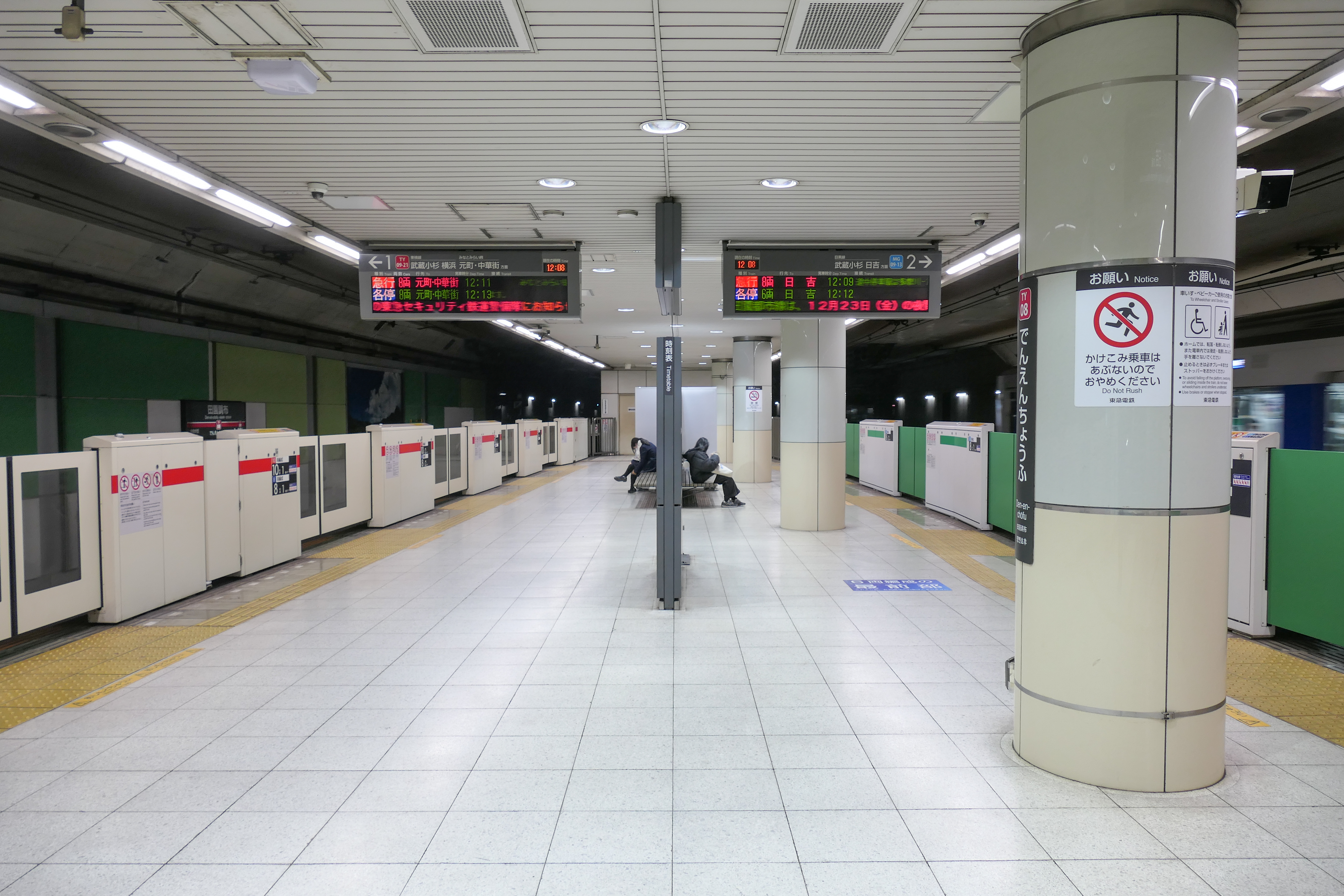
1・2番線ホーム（2022年12月）
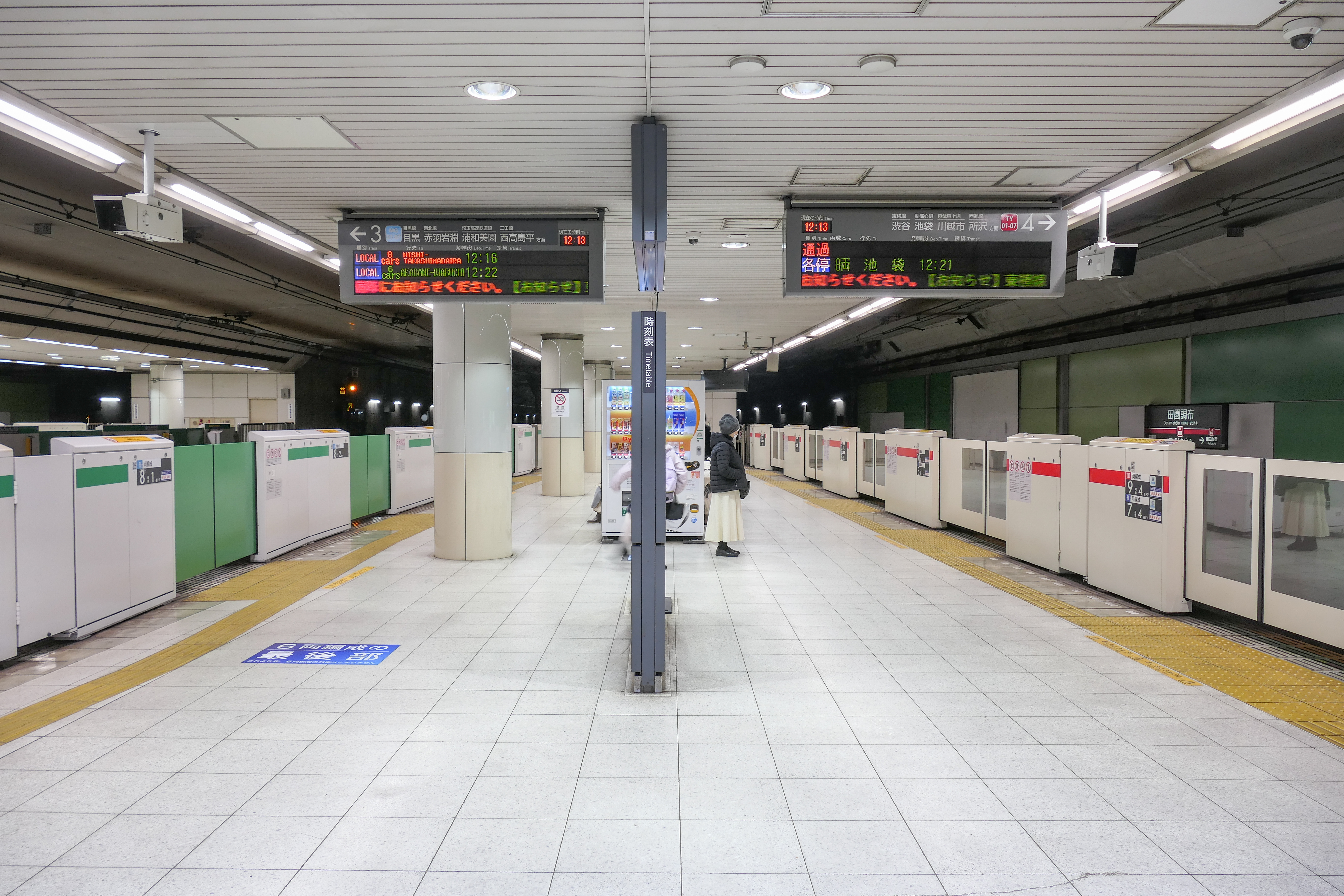
3・4番線ホーム（2022年12月）

## 特徴
東西方向に傾斜があるため、東側の街区は改札口と同じ高さだが、西側の街区はおよそ建物1階分高くなっている。
当駅 - 多摩川園駅（当時）間は、東横線複々線化工事に伴い、利便性向上を目的に同一方向・同ホーム化のため、駅全体の地下化工事が実施された。
- 工事延長：東横線1,800 m・目蒲線（現・目黒線・東急多摩川線）2,000 m[6]
  - 当駅部のトンネル延長は431 mで、目黒線は奥沢方面に288 mのトンネルとなっている[25]。
- 事業費：750億円[6]
- 掘削量：35万 m3[6]　いずれも田園調布 - 多摩川園間改良工事

地下化工事にあたっては沿線住民との話し合いから、振動・騒音を少なくすること（昼間作業を主体とする）や工期の短縮を図るため、線路の移設回数が多くなる工法を採用した。このため、田園調布駅部では2回にわたって仮線路・仮ホームの移設（海側に移設する1次仮線→山側に移設する2次仮線）が行われたほか、大小合わせた線路の切り替え工事は48回にも及ぶ。工期は8.5年（田園調布-多摩川園間改良工事全体）であり、東急電鉄では前例のない大規模な改良工事となった。
この改良工事では当初、田園調布・多摩川両駅へのエレベーター設置の予定はなかったが、地元住民の運動により設置が決定され、その後の日本の鉄道駅の本格的なバリアフリー化の嚆矢となった。
西側に面した洋館風の旧駅舎（矢部金太郎設計）は東横線複々線化事業の一環としての田園調布 - 多摩川間改良工事に伴い1990年（平成2年）9月4日に使用停止となり解体されたが、改良工事が完成した2000年（平成12年）1月15日に復元された。復元後は駅舎としての機能は持っていないが、入口の裏側にエレベーター乗り場がある。駅舎の復元工事に要した費用は、約1億円である。
埼玉高速鉄道線浦和美園駅および都営地下鉄三田線高島平駅を発着する臨時列車「みなとみらい号」は、2006年（平成18年）8月運転分まで武蔵小杉駅で目黒線から東横線への転線を行っていたが、同年12月運転分より目黒線の日吉駅延長までの間と、最後の運転となった2011年12月24日の運転分では当駅で転線を行っていた。
2013年（平成25年）3月16日の東横線の東京メトロ副都心線乗り入れに伴う優等列車（急行・特急・通勤特急）の10両編成化に対応できるように、地下化当時から渋谷方に2両分ホームが延長された。
東横線・目黒線の多摩川駅寄りには、東急多摩川線への連絡線が設けられており、同線の多摩川駅（5・6番線ホーム）へ続いている。この連絡線は2000年（平成12年）8月5日以前に目蒲線の営業列車が使用していた。

## 利用状況
各線の2024年度の1日平均乗降人員は以下の通りである。
- 東横線 - 19,110人
- 目黒線 - 11,100人

### 年度別1日平均乗降人員
近年の1日平均乗降人員・乗換人員の推移は下表の通り。
| 年度               | 東横線           | 東横線 | 乗換人員 | 目黒線           | 目黒線 |
| 年度               | 1日平均 乗降人員 | 増加率 | 乗換人員 | 1日平均 乗降人員 | 増加率 |
| ------------------ | ---------------- | ------ | -------- | ---------------- | ------ |
| 2003年（平成15年） | 24,337           | −0.1%  | 11,545   | 8,857            | 2.9%   |
| 2004年（平成16年） | 23,900           | −1.8%  | 26,554   | 8,623            | −2.6%  |
| 2005年（平成17年） | 24,081           | 0.8%   | 26,476   | 8,829            | 2.4%   |
| 2006年（平成18年） | 24,450           | 1.5%   | 26,637   | 9,219            | 4.4%   |
| 2007年（平成19年） | 25,730           | 5.2%   | 29,369   | 9,979            | 8.2%   |
| 2008年（平成20年） | 25,841           | 0.4%   | 24,892   | 10,500           | 5.2%   |
| 2009年（平成21年） | 25,715           | −0.5%  | 23,016   | 10,638           | 1.3%   |
| 2010年（平成22年） | 25,335           | −1.5%  | 23,120   | 10,578           | −0.6%  |
| 2011年（平成23年） | 25,348           | 0.1%   | 23,773   | 10,573           | −0.0%  |
| 2012年（平成24年） | 25,555           | 0.8%   | 24,730   | 10,955           | 3.6%   |
| 2013年（平成25年） | 24,321           | −4.8%  | 24,451   | 11,983           | 9.4%   |
| 2014年（平成26年） | 23,768           | −2.3%  | 25,257   | 12,071           | 0.7%   |
| 2015年（平成27年） | 23,871           | 0.4%   | 26,078   | 12,143           | 0.6%   |
| 2016年（平成28年） | 24,160           | 1.2%   | 26,983   | 12,472           | 2.7%   |
| 2017年（平成29年） | 24,435           | 1.1%   | 27,984   | 12,740           | 2.1%   |
| 2018年（平成30年） | 24,148           | −1.2%  |          | 12,754           | 0.1%   |
| 2019年（令和元年） | 23,342           | −3.3%  |          | 12,572           | −1.4%  |
| 2020年（令和02年） | 15,606           | −33.1% |          | 8,612            | −31.5% |
| 2021年（令和03年） | 17,378           | 11.4%  |          | 9,322            | 8.2%   |
| 2022年（令和04年） | 18,507           | 6.5%   |          | 10,148           | 8.9%   |
| 2022年（令和04年） | 18,534           | 0.1%   |          | 10,929           | 7.7%   |
| 2024年（令和06年） | 19,110           | 3.1%   |          | 11,100           | 1.6%   |

### 年度別1日平均乗車人員
近年の1日平均乗車人員の推移は下表の通り。
| 年度   | 東 横 線 | 目 蒲 線 | 出典              |
| ------ | -------- | -------- | ----------------- |
| 1990年 | 42,058   | 32,586   | [ 東京都統計 1 ]  |
| 1991年 | 41,139   | 31,770   | [ 東京都統計 2 ]  |
| 1992年 | 39,381   | 30,230   | [ 東京都統計 3 ]  |
| 1993年 | 38,833   | 28,564   | [ 東京都統計 4 ]  |
| 1994年 | 13,488   | 3,745    | [ 東京都統計 5 ]  |
| 1995年 | 13,123   | 3,557    | [ 東京都統計 6 ]  |
| 1996年 | 13,178   | 3,444    | [ 東京都統計 7 ]  |
| 1997年 | 13,090   | 3,468    | [ 東京都統計 8 ]  |
| 1998年 | 12,611   | 3,701    | [ 東京都統計 9 ]  |
| 1999年 | 12,433   | 3,724    | [ 東京都統計 10 ] |

| 年度   | 東 横 線 | 目 黒 線 | 出典              |
| ------ | -------- | -------- | ----------------- |
| 2000年 | 12,614   | 3,888    | [ 東京都統計 11 ] |
| 2001年 | 12,019   | 4,381    | [ 東京都統計 12 ] |
| 2002年 | 12,170   | 4,189    | [ 東京都統計 13 ] |
| 2003年 | 12,238   | 4,336    | [ 東京都統計 14 ] |
| 2004年 | 12,151   | 4,315    | [ 東京都統計 15 ] |
| 2005年 | 12,164   | 4,413    | [ 東京都統計 16 ] |
| 2006年 | 12,332   | 4,608    | [ 東京都統計 17 ] |
| 2007年 | 12,869   | 5,005    | [ 東京都統計 18 ] |
| 2008年 | 12,926   | 5,241    | [ 東京都統計 19 ] |
| 2009年 | 12,868   | 5,304    | [ 東京都統計 20 ] |
| 2010年 | 12,622   | 5,268    | [ 東京都統計 21 ] |
| 2011年 | 12,623   | 5,268    | [ 東京都統計 22 ] |
| 2012年 | 12,737   | 5,455    | [ 東京都統計 23 ] |
| 2013年 | 12,129   | 5,948    | [ 東京都統計 24 ] |
| 2014年 | 11,827   | 5,978    | [ 東京都統計 25 ] |
| 2015年 | 11,902   | 6,022    | [ 東京都統計 26 ] |
| 2016年 | 12,038   | 6,186    | [ 東京都統計 27 ] |
| 2017年 | 12,167   | 6,323    | [ 東京都統計 28 ] |

## 駅周辺
噴水を中心とした西口ロータリー、そこから広がる放射状および同心円状の道路、街路樹の銀杏並木は旧駅舎と合わせ田園調布のランドマークとして広く知られている。この西側一帯は都内でも有数の高級住宅街である。商業施設は駅上部のショッピングセンターの他、東側に商店街が存在する一方、西側はいくつかが点在する程度である。
- 大田区立田園調布小学校
- 大田区立宝来公園
- 大田区役所田園調布特別出張所
- 東京都立田園調布特別支援学校
- 東京都道311号環状八号線
- 田園調布中央病院
- 田園調布駅前郵便局
- 三井住友銀行田園調布支店
- 三菱UFJ銀行田園調布駅前支店

## バス路線
改札口北側にバスターミナルがあり、東急バスが運行している。
| 乗り場 | 系統     | 経由                                                       | 行先                          |
| ------ | -------- | ---------------------------------------------------------- | ----------------------------- |
| 1      | 渋11     | 自由が丘駅入口・東京医療センター前・駒沢公園東口・三軒茶屋 | 渋谷駅                        |
| 1      | 渋11     | 自由が丘駅入口・東京医療センター前・駒沢公園東口・三軒茶屋 | 三宿                          |
| 2      | 園01     | 上野毛駅・瀬田営業所・美術館入口                           | 千歳船橋                      |
| 2      | 園01     | 上野毛駅                                                   | 瀬田営業所                    |
| 3      | 番号なし | 九品仏駅前・都市大等々力キャンパス前                       | 中町五丁目 （土曜１往復のみ） |
| 4      | 蒲12     | 雪が谷・池上警察署                                         | 蒲田駅                        |
| 4      | 蒲12     | 雪が谷・池上警察署                                         | 池上営業所                    |

日曜日と祝日の午後は隣の自由が丘駅前周辺が歩行者天国で通行止めになるため、同駅を発着する東急コーチ自由が丘線（自01・02・11・12）は当駅まで回送されて折り返す。
かつては成城学園前駅・世田谷区民会館・羽田空港・大森駅へ行く路線バスも存在し、羽田空港・大森駅へは京浜急行バスにより運行されていた。また、第三京浜道路経由で、IKEA港北への無料シャトルバスも運行されていたことがある。

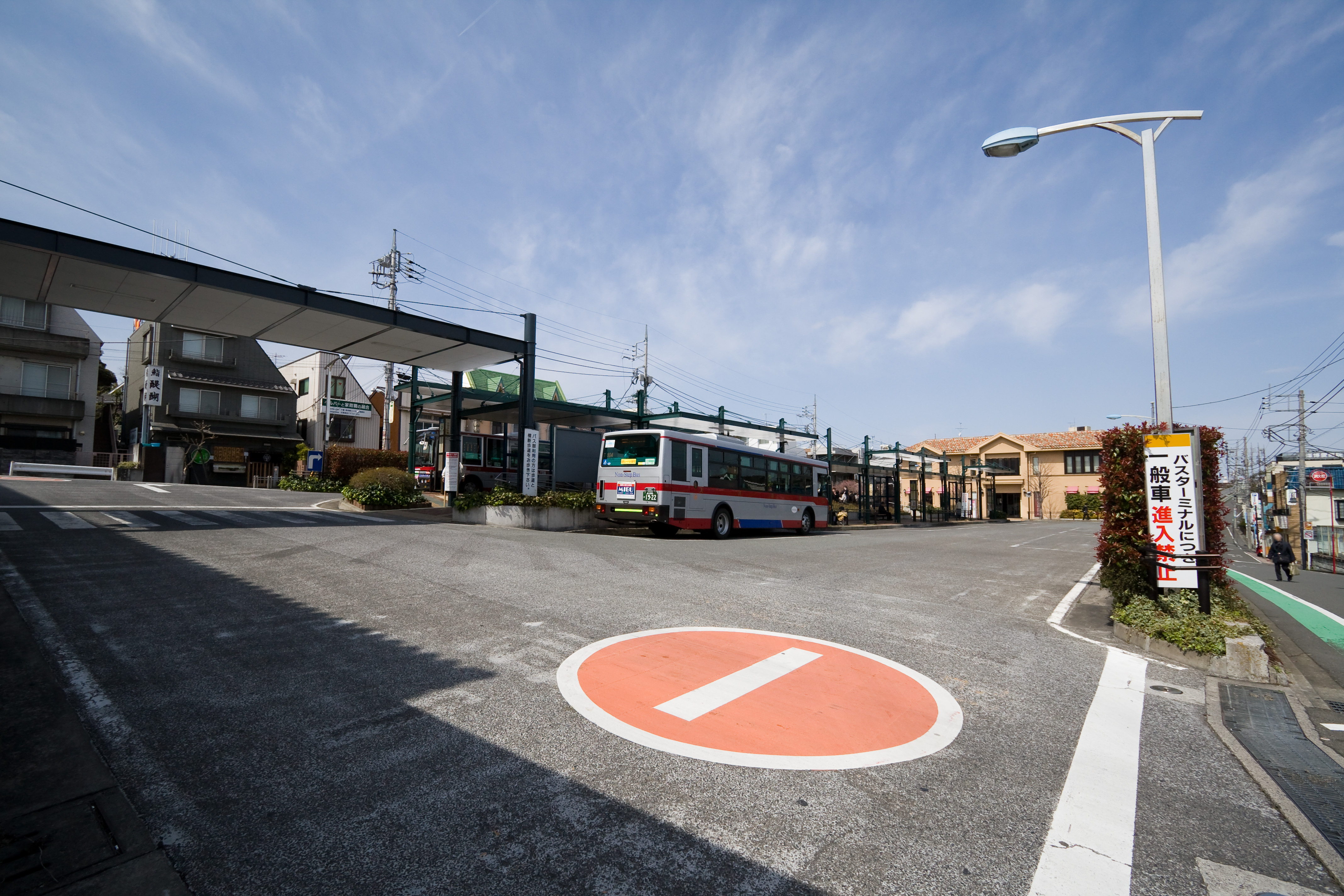
バスターミナル（2010年3月）

## 隣の駅
東急電鉄
 東横線
■特急・□通勤特急
通過
■急行・■各駅停車
自由が丘駅 (TY07) - 田園調布駅 (TY08) - 多摩川駅 (TY09)
 目黒線
■急行
大岡山駅 (MG06) - 田園調布駅 (MG08) - 多摩川駅 (MG09)
■各駅停車
奥沢駅 (MG07) - 田園調布駅 (MG08) - 多摩川駅 (MG09)